# Bobby Few
Pour les articles homonymes, voir Few.
Bobby Few, né le 21 octobre 1935 à Cleveland (Ohio) et mort le 7 janvier 2021, à Levallois-Perret, est un pianiste de jazz américain.

## Biographie
Bobby Few est né à Cleveland, dans l'Ohio, aux États-Unis. Il est issu d'une famille très religieuse. Son grand-père était pasteur d'une église baptiste et son enfance se passe entourée de chorales de gospel qui ont certainement nourri la spiritualité de sa musique. À 7 ans, Bobby étudie le piano, techniques classique et jazz, puis poursuit l'étude de la théorie musicale et de la composition au Cleveland Institute of Music. À 16 ans, il commence à jouer dans des clubs de jazz de Cleveland. Ella Fitzgerald le remarque et l'encourage chaleureusement.
Très vite, Bobby crée son propre trio, un groupe qui devient extrêmement populaire à Cleveland et dans le Midwest. Au début des années 1960, sur les conseils de son ami d'enfance, Albert Ayler, il part pour New York. C'est là qu'il enregistre son premier disque avec Booker Ervin, The In Between, puis un second avec Albert Ayler intitulé Music Is The healing Force of The Universe. Il joue également avec Brook Benton, un chanteur de rhythm and blues, qu'il accompagne à travers le monde et dont il devient le directeur musical.
Ensuite, concert après concert, la kyrielle d'artistes avec lesquels il travaille est impressionnante : Archie Shepp, Kenny Clarke, Frank Wright, Joe Lee Wilson, Alan Silva, Woody Shaw, Sunny Murray, Roland Kirk, Nat Adderley, Frank Foster, David Murray, Bill Dixon, et Albert Ayler bien sûr.
Il est installé à Paris depuis 1969. Il y a trouvé son équilibre artistique et intellectuel. Ses premières années d'expatrié ont été marquées par son appartenance au  quartette de Frank Wright (Bobby Few au piano, Muhammad Ali à la batterie, Howard puis Alan Silva à la basse). Une formation rayonnant dans les festivals en Europe, et très active politiquement, jouant par exemple au profit du Black Panther Party. Leurs disques étaient gérés par un collectif : The Center of the World. Il a été ensuite associé pendant des années avec  Steve Lacy qu'il a accompagné à travers l'Europe, les États-Unis et le Japon de 1980 à 1992.
Bobby Few dirige, depuis 1993, ses propres formations qui vont du trio au quintet. Durant sa longue et riche carrière, Bobby Few a également collaboré à plus de 70 enregistrements dont le dernier en date, Heavenly Places, en duo avec Avram Feffer et produit par Box Holder Records (New York).

## Discographie

### Comme leader ou co-leader
- 1973 : More or Less Few, Center of the World
- 1975 : Solos and Duets, avec Alan Silva et Frank Wright Sun Records
- 1975 : Solos and Duets, Vol. 2 avec Alan Silva et Frank Wright Sun Records
- 1977 : Few Comin' Thru, Sun Records
- 1979 : Continental Jazz Express, Vogue
- 1979 : Diom Futa, avec Cheikh Tidiane Fall et Jo Maka, Free lance
- 1983 : Rhapsody in Few', Black Lion
- 1992 : Mysteries, Miss You Jazz
- 1997 : Expatriate Kin, avec Kali Fasteau et Noah Howard, CIMP
- 2000 : Few and Far Between, avec Avram Fefer et Wilber Morris, Boxholder
- 2000 : Continental Jazz Express, Boxholder
- 2002 : Let It Rain
- 2004 : Kindred Spirits, avec Avram Fefer, Boxholder
- 2004 : Heavenly Places, avec Avram Fefer, Boxholder
- 2004 : Lights and Shadows, Boxholder
- 2005 : Sanctuary, avec Avram Fefer, CIMP
- 2007 : True Wind, avec Sonny Simmons, Hello World!

### Au sein d'une autre formation
Avec Booker Ervin
- 1968 : The In Between, Blue Note Records

Avec Marzette Watts
- 1968 : The Marzette Watts Ensemble, Savoy Records

Avec Albert Ayler
- 1969 : Music is the Healing Force of the Universe, Impulse!
- 1969 : The Last Album, Impulse!

Avec Frank Wright
- 1969 : One for John, BYG Actuel
- 1970 : Church Number Nine, Calumet
- 1970 : Uhuru Na Omoja, Emarcy
- 1972 : Center of the World, Center of the World
- 1972 : For Example - Workshop Freie Musik 1969 - 1978, Free Music Production
- 1973 : Last Polka in Nancy?, Center of the World
- 1974 : Unity, ESP-Disk

Avec Noah Howard
- 1969 : Space Dimension, America
- 1977 : Red Star, Mercury Records
- 1980 : Traffic, Frame
- 1997 : In Concert, Cadence
- 1997 : Live at the Unity Temple, Ayler

Avec Hans Dulfer
- 1970 : El Saxofón, Catfish

Avec Archie Shepp
- 1970 : Pitchin Can, America
- 1970 : Coral Rock, America

Avec Joe Lee Wilson
- 1977 : Secrets From The Sun, Sun Records

Avec Sunny Murray
- 1979 : Aigu-Grave, Marge

...
Avec Steve Lacy
- 1981 : Ballets, hat Art
- 1981 : Songs, avec Brion Gysin, hat Art
- 1982 : The Flame, Soul Note
- 1983 : Blinks, hat Art
- 1983 : Lift the Bandstand  DVD
- 1983 : Prospectus, hat Art
- 1985 : The Condor, Soul Note
- 1986 : The Gleam, Silkheart
- 1987 : Momentum, RCA Novus
- 1988 : The Door, RCA Novus
- 1989 : Anthem, RCA Novus
- 1990 : Itinerary, hat Art
- 1991 : Live At Sweet Basil, RCA Novus
- 1992 : Associates, Felmay
- 1992 : Clangs, hat Art
- 1993 : Vespers, Soul Note
- 1994 : Findings, CMAP

Avec Mike Ellis
- 1985 : What Else is New?, Alfa

Avec Talib Kibwe
- 1986 : Egyptian Oasis, Cryonic

Avec Zusaan Kali Fasteau
- 1994 : Sensual Hearing, Flying Note
- 1997 : Comraderie, Flying Note
- 2004 : Making Waves, Flying Note

Avec David Murray
- 1995 : Flowers Around Cleveland, Bleu Regard

Avec Alan Silva
- 2001 : Treasure Box, Eremite

Avec Ricky Ford
- 2001 : Songs for My Mother, Jazz Friends Production

## Filmographie
Il apparaît dans le film L'Écume des jours de Michel Gondry (2013).

### Ouvrages ou articles de journaux
- (en) David Meyers, Candice Watkins, Arnett Howard et James Loeffler, Ohio Jazz : A History of Jazz in the Buckeye State, The History Press, 2012, 189 p..
- Dominique Queille, « Bobby Few, la ferveur free », Libération,‎ 31 juillet 2008 (lire en ligne).
- Serge Loupien, « Frank Wright », Libération,‎ 11 novembre 2006 (lire en ligne).
- Romain Grosman, « Bobby Few - Let it rain », Les Inrocks,‎ 31 décembre 2002 (lire en ligne).
- Thomas Ferenczi, « Bobby Few et Steve Lacy », Le Monde,‎ 29 décembre 1978.
- Paul-Étienne Razou, « Jazz Joe Lee Wilson », Le Monde,‎ 30 décembre 1977.
- Francis Marmande, « Jazz Bobby Few et Alan Silva », Le Monde,‎ 6 décembre 1977.

### Sources web
- (en) Clifford Allen, « Bobby Few is Coming Through », sur All About Jazz, 14 mai 2005.
- (en) Pierre Crépon, « Wire Playlist: From Cleveland to Paris – the many sides of Bobby Few », sur The Wire, juillet 2019